# Ciasne
Ciasne – wieś w Polsce położona w województwie podlaskim, w powiecie białostockim, w gminie Supraśl. Od 2007 r. posiada status sołectwa.
W latach 1975–1998 miejscowość administracyjnie należała do województwa białostockiego.

## Historia
Według Powszechnego Spisu Ludności z 1921 roku Ciasne liczyły 34 domostwa i zamieszkiwane były przez 193 osoby (102 kobiety i 91 mężczyzn). Większość mieszkańców, w liczbie 105 osób, zadeklarowało wyznanie prawosławne, zaś pozostałe 88 osób podało wyznanie rzymskokatolickie. Jednocześnie wszyscy mieszkańcy zadeklarowali polską przynależność narodową. W owym czasie wieś znajdowała się w gminie Dojlidy powiatu białostockiego.

## Inne
Przez Ciasne przepływa rzeka Pilnica, jeden z ważniejszych dopływów rzeki Supraśl. 
Przez wieś przebiega szlak rowerowy oraz pieszy. 
Do Ciasnego kursują autobusy linii nr 111 Białostockiej Komunikacji Miejskiej.

Ciasne zajmuje obszar o pow. 594,3460 ha.
Prawosławni mieszkańcy wsi należą do parafii Zwiastowania Przenajświętszej Bogurodzicy i św. Jana Teologa w Supraślu, a wierni kościoła rzymskokatolickiego do parafii Wniebowstąpienia Pańskiego w Karakulach.